# Geher-Länderkampf der Männer/Frauen/Junioren/Juniorinnen 1995 Frankreich – Deutschland – Australien – Großbritannien – Italien – Schweden – Spanien
| 4. Leichtathletik-Länderkampf mit deutscher Beteiligung 1995                                                                                                  | 4. Leichtathletik-Länderkampf mit deutscher Beteiligung 1995                 |
| --- | ---------------------------------------------------------------------------- |
| |                                                                              |
| Gehervergleich der U23-Männer/U23-Frauen/ U19-Junioren/U19-Juniorinnen: Frankreich – Deutschland – Australien – Großbritannien – Italien – Schweden – Spanien |                                                                              |
| Austragungsort | Fougères                                                                     |
| Wettbewerbe | Männer: 2 / Frauen: 1 Junioren: 1 / Juniorinnen: 1                           |
| Datum | 11. Juni                                                                     |
| 1. GER 2. ITA 3. ESP 4. FRA 5. GBR 6. SWE 7. AUS | 285 Punkte 278 Punkte 253 Punkte 242 Punkte 130 Punkte 072 Punkte 046 Punkte |
| Chronik |                                                                              |
| ← GER-BEL-NLD-PRT- 00SUI-CZE U23 (M/F) | RUS-GER-UKR U23 (M/F) →                                                      |

Im vierten Vergleich des Länderkampfjahres 1995 trafen die deutschen Geher in jeweils vier Teilgruppen (Männer, Frauen, Junioren, Juniorinnen) auf Frankreich, Australien, Großbritannien, Italien, Schweden und Spanien. In der Vergangenheit waren mit wechselnder Beteiligung auch Belarus, Mexiko, Polen, Russland, die Slowakei, Ungarn und 1990 ebenfalls die damalige DDR dabei gewesen. Für die Altersgruppe Junioren gibt es keine näheren Altersangaben. Am ehesten ist deshalb davon auszugehen, dass es sich um die Altersgruppe der bis zu 21-jährigen Nachwuchsathletinnen und -athleten handelt. Bisher hatte es in dieser Serie zwei Siege für Belarus gegeben – in diesem Jahr nicht am Start. Je einmal hatten die DDR, Deutschland und Italien gewonnen. Der diesjährige Vergleich wurde am 11. Juni im bretonischen Ort Fougères ausgetragen.

## Modus
Auf dem Programm standen Gehwettbewerbe der Frauen, Männer, Juniorinnen und Junioren. Für die Männer gab es Wettkämpfe über zwei Streckenlängen. Die Distanzen betrugen wie bei Länderkämpfen üblich 20 und 35 Kilometer. Die Frauen und Junioren bestritten je einen Wettbewerb über 10 Kilometer. Die Streckenlänge des Juniorinnenwettkampfs betrug 5 Kilometer. Zum System der Punkteverteilung, der Anzahl der Geher pro Land und zu den Teilwertungen liegen auch für dieses Jahr im DLV-Jahrbuch keine Angaben vor.

## Ergebnis
Auf der kürzeren Männerstrecke gab es einen spanischen Sieg. Ein Australier und ein Schwede belegten die Ränge zwei und drei. Über 35 Kilometer siegte eine Franzose vor einem Italiener und einem weiteren Franzosen. Das Gehen der Frauen beherrschte Italien. Eine Italienerin lag vorn. Es folgten eine Australierin und drei weitere Italienerinnen. Im Juniorenwettbewerb gewann ein Deutscher und zwei Spanier wurden Zweiter und Dritter. Bei den Juniorinnen gab es einen deutschen Dreifacherfolg. Eine Schwedin wurde Vierte und auf Platz folgte eine weitere deutsche Vertreterin.
In der Gesamtwertung erreichten die deutschen Geherinnen und Geher 285 Punkte und kamen damit zu ihrem zweiten Erfolg in dieser Länderkampfserie. Italien belegte mit 278 Punkten knapp dahinter den zweiten Platz. Spanien wurde mit 253 Punkten Dritter vor Frankreich (242 Punkte) und Großbritannien (130 Punkte). Schweden kam als Sechster auf 72 Punkte, Australien als Siebter und Letzter auf 46 Punkte.

## Legende
Kurze Übersicht zur Bedeutung der Symbolik – so üblicherweise auch in sonstigen Veröffentlichungen verwendet:
| DNF | nicht im Ziel (did not finish) |
| DSQ | disqualifiziert                |

## Resultate Männer

### 20 km Gehen
| Platz | Athlet                | Land | Zeit (h) |
| ----- | --------------------- | ---- | -------- |
| 01    | Valentí Massana       | ESP  | 1:21:25  |
| 02    | Nicholas A’Hern       | AUS  | 1:21:55  |
| 03    | Stefan Johannsson     | SWE  | 1:22:40  |
| 04    | Jean-Olivier Brosseau | FRA  | 1:21:54  |
| 05    | Robert Ihly           | GER  | 1:23:22  |
| 06    | Nischan Tsamonikian   | GER  | 1:23:28  |
| 07    | Denis Langlois        | FRA  | 1:23:36  |
| 08    | Barico Lang           | ITA  | 1:24:00  |
| 00…   |                       |      |          |
| 11    | Mike Trautmann        | GER  | 1:25:13  |
| 15    | Michael Lohse         | GER  | 1:26:58  |

### 35 km Gehen
| Platz | Athlet              | Land | Zeit (h) |
| ----- | ------------------- | ---- | -------- |
| 01    | Thierry Toutain     | FRA  | 2:29:57  |
| 02    | Giovanni Perricelli | ITA  | 2:30:23  |
| 03    | René Piller         | FRA  | 2:30:43  |
| 04    | Ronald Weigel       | GER  | 2:30:52  |
| 05    | Arturo Di Mezza     | ITA  | 2:33:47  |
| 06    | Jean-Claude Corre   | FRA  | 2:34:28  |
| 07    | Axel Noack          | GER  | 2:35:42  |
| 08    | Giuseppe De Gaetano | ITA  | 2:36:29  |
| 00…   |                     |      |          |
| 15    | Thomas Wallstab     | GER  | 2:44:01  |
| DSQ   | Peter Zanner        | GER  |          |

## Resultat Frauen

### 10 km Gehen
| Platz | Athletin           | Land  | Zeit (min) |
| ----- | ------------------ | ----- | ---------- |
| 01    | Annarita Sidoti    | ITA A | 42:04      |
| 02    | Kerry Saxby-Junna  | AUS   | 42:18      |
| 03    | Elisabetta Perrone | ITA   | 42:44      |
| 04    | Rosselia Giordano  | ITA   | 42:49      |
| 05    | Eliena Salvador    | ITA   | 43:41      |
| 06    | Beate Gummelt      | GER   | 44:08      |
| 07    | Nathalie Fortain   | FRA   | 45:11      |
| 08    | Kathrin Boyde      | GER   | 45:335     |
| 00…   |                    |       |            |
| 11    | Simone Thust       | GER   | 46:36      |
| DNF   | Sandy Leddin       | GER   |            |

## Resultat Junioren

### 10 km Gehen
| Platz | Athlet                     | Land | Zeit (min) |
| ----- | -------------------------- | ---- | ---------- |
| 01    | Andreas Erm                | GER  | 40:41      |
| 02    | Francisco Javier Fernández | ESP  | 40:54      |
| 03    | David Abellán              | ESP  | 41:16      |
| 04    | Anthony Oillet             | FRA  | 41:33      |
| 05    | Félix Gómez                | ESP  | 43:17      |
| 06    | David Márquez              | ESP  | 43:50      |
| 07    | Fabio Duccoli              | ITA  | 44:06      |
| 08    | Johannes Schmid            | GER  | 44:07      |
| 00…   |                            |      |            |
| 10    | Andreas Höntsch            | GER  | 44:34      |
| 14    | Sven Albrecht              | GER  | 44:07      |

## Resultat Juniorinnen

### 5 km Gehen
| Platz | Athletin             | Land | Zeit (min) |
| ----- | -------------------- | ---- | ---------- |
| 1     | Jana Weidemann       | GER  | 22:28      |
| 2     | Melanie Seeger       | GER  | 23:12      |
| 3     | Gabriele Herold      | GER  | 23:20      |
| 4     | Iceloa Franzen       | SWE  | 23:41      |
| 5     | Denise Friedenberger | GER  | 23:51      |
| 6     | Alessandra Recio     | ESP  | 23:55      |
| 7     | Vanessa Espinosa     | ESP  | 24:12      |
| 8     | Eleonara Caruso      | ITA  | 24:26      |